# مارتا فيرنانديز ميراندا دي باتيستا
مارتا فرنانديز ميراندا دي باتيستا (11 نوفمبر 1923 - 2 أكتوبر 2006)، كانت السيدة الأولى لكوبا من عام 1952 حتى عام 1959. كانت الزوجة الثانية للرئيس الكوبي فولجينسيو باتيستا، الذي أطاح به فيدل كاسترو في الثورة الكوبية عام 1959، والتي أجبر الزوجين على الفرار بشكل دائم إلى المنفى.

## السيدة الأولى

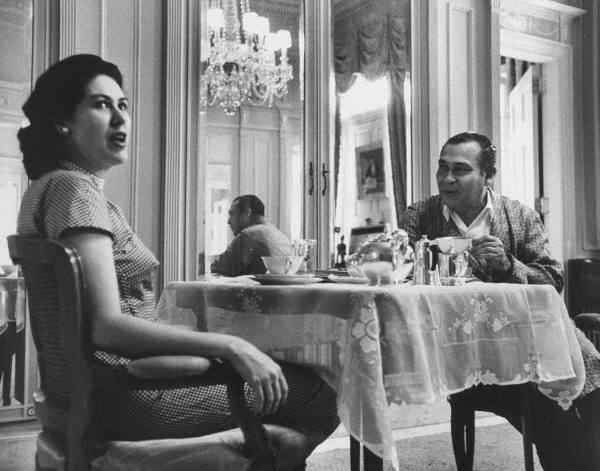
الديكتاتور الكوبي فولجنسيو باتيستا أثناء تناول وجبة الإفطار في القصر الرئاسي مع زوجته مارتا باتيستا

كان فولجينسيو باتيستا رئيسًا لكوبيًا مرة واحدة، من عام 1940 إلى عام 1944. بعد طلاقه من زوجته الأولى في أكتوبر 1945 ، تزوج مارتا فرنانديز ميراندا في 28 نوفمبر 1945. التقى الزوجان عندما كانت مارتا تبلغ من العمر 20 عامًا وركوب دراجة. أجبرها أحد أحياء هافانا وموكب باتيستا بطريق الخطأ على الخروج من الطريق. أعجب بجمالها، أخذها باتيستا عشيقة لكنه قرر فيما بعد أن يترك زوجته الأولى ويتزوج مارتا. انتقلوا إلى الولايات المتحدة خلال الأربعينيات من القرن الماضي بعد أن خسر اختيار باتيستا لخليفته الانتخابات الرئاسية في عام 1944. كانوا يريدون في الأصل العيش في بالم بيتش بولاية فلوريدا، لكن مجتمع بالم بيتش تجنبهم. استأجروا سيارة وبدأوا في القيادة شمالًا على طريق الولايات المتحدة 1 على طول ساحل فلوريدا. بعد وصولهم إلى شاطئ دايتونا في نهاية اليوم، أحبوا الاستقبال الذي استقبلوه هناك. في اليوم التالي استأجروا وكيل عقارات واشتروا منزلاً كبيرًا على ضفاف النهر، حيث عاشوا بين الحين والآخر مع الاستمرار في التأثير على السياسة الكوبية. [1] [3]
تناول الإفطار مع فولجنسيو باتيستا في القصر الرئاسي عام 1958.
ترشح باتيستا وفاز بمقعد في مجلس الشيوخ الكوبي غيابيًا عام 1948. في 10 مارس 1952 ، نفذ باتيستا انقلابه الثاني وأصبح مرة أخرى رئيسًا لكوبا. جعل هذا مارتا فرنانديز دي باتيستا السيدة الأولى الجديدة للبلاد.
أصبحت مارتا فرنانديز دي باتيستا راعية مهمة للفنون الكوبية كسيدة أولى. أقنعت زوجها ببناء المعرض الوطني، والذي يُعرف الآن باسم Museo Nacional de Bellas Artes de La Habana (المتحف الوطني للفنون الجميلة في هافانا). بدأ الزوجان في اقتناء اللوحات الكوبية والحديثة من الحقبة الاستعمارية للمعرض. [1].

## المنفى
فر فولجنسيو ومارتا وأطفالهما وأصدقائهم المقربون من كوبا في ثلاث طائرات في 1 يناير 1959 هربًا من قوات فيدل كاسترو. اتهمهم النقاد بأخذ ما يصل إلى 700 مليون دولار أمريكي من الفنون الجميلة والمال معهم أثناء فرارهم إلى المنفى. [1] [3]
بعد منعهما من دخول الولايات المتحدة، ذهب الزوجان إلى جمهورية الدومينيكان قبل الانتقال إلى البرتغال، وفي النهاية إسبانيا. توفي فولجينسيو باتيستا في إسبانيا بنوبة قلبية عام 1973 ، بعد أربعة عشر عامًا في المنفى. في وصيته، ترك منزله في شاطئ دايتونا ومجموعة أعماله الفنية هناك للمدينة. تم استخدام منزل باتيستا لفترة وجيزة كمتحف، قبل أن تبيعه المدينة في عام 1971 ، وبعد ذلك تم تحويله إلى كنيسة.

## الحياة بعد المنفى
بعد وفاة زوجها، انتقلت مارتا فرنانديز دي باتيستا إلى ويست بالم بيتش، فلوريدا في الولايات المتحدة. عاشت حياة هادئة في منزلها في منطقة بالم بيتش خلال سنواتها الأخيرة، وغالبًا ما كانت تقدم تبرعات لعدد من الجمعيات الخيرية الطبية. مساهم رئيسي في مستشفى جاكسون ميموريال في ميامي، اشترت طوبًا منقوشًا في المستشفى كجزء من حملة لجمع التبرعات. قال روبرتو نجل باتيستا لاحقًا في مقابلة: «كانت خاصة جدًا، شبه منعزلة، بعد وفاة والدي. كانت لديها هدية للأعمال الخيرية، لكنها فعلت ذلك خصوصًا جدًا.» [3]

## الوفاة
بدأت صحة مارتا في التدهور بعد خضوعها لعملية جراحية في الورك في عام 1995. وتوفيت بسبب مرض الزهايمر في منزلها في ويست بالم بيتش في 2 أكتوبر 2006 ، عن عمر يناهز 82 عامًا.
نجت مارتا من أربعة أطفال أنجبتهم مع فولجنسيو باتيستا (ثلاثة أبناء وابنة واحدة): خورخي لويس وروبرتو فرانسيسكو وفولجينسيو خوسيه ومارتا مالوف باتيستا. توفي ابن آخر، كارلوس مانويل، في عام 1969 بسبب اللوكيميا.
أقيمت جنازتها في كنيسة القديسة جوليانا الكاثوليكية في ويست بالم بيتش بولاية فلوريدا ودُفنت في مدريد بإسبانيا في مقبرة لا المودينا مع زوجها وابنها. [1] [3]